# Kroktjärnen (Svegs socken, Härjedalen)
Kroktjärnen är en sjö i Härjedalens kommun i Härjedalen och ingår i Ljusnans huvudavrinningsområde.